# 다카쓰카사인노 소치
타카츠카사인노 소치(일본어: 鷹司院帥 たかつかさいんのそち[*], 생몰년 미상)는 가마쿠라 시대의 여류 가인이다. 후지와라 북가 고토류 우다이벤 후지와라노 미츠토시 (하무로 미츠토시. 법호 진관)의 딸이다. 함께 칙선가인인 대승도 정원(定円), 나이시노카미케 츄나곤은 형제자매이다.

## 약력

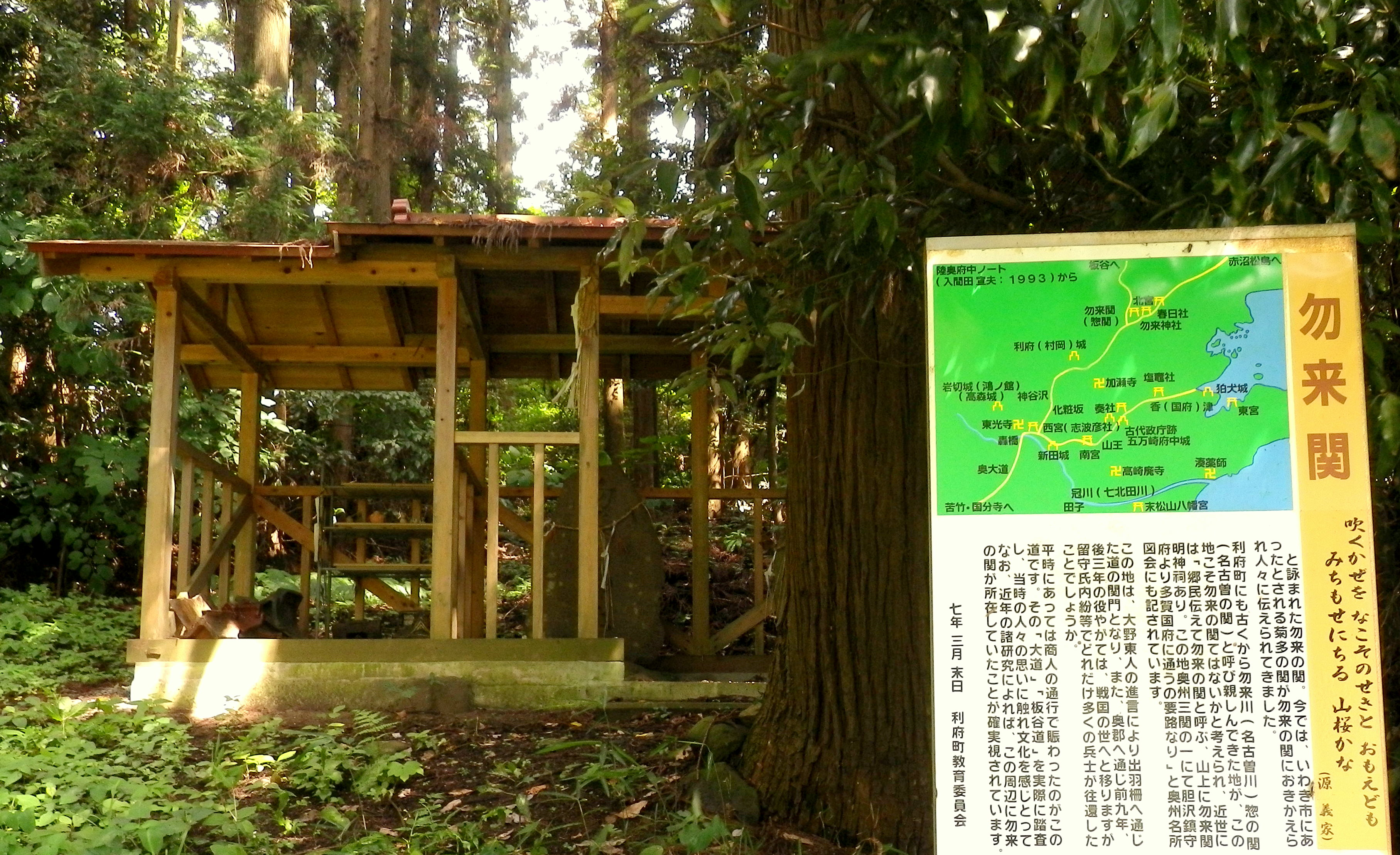
미야기현 리후쵸의 나코소에 있는 勿来神社의 비석와 사야도

고호리카와 천황의 중궁인 타카츠카사인 코노에 나가코에 출사해, 아버지 미츠토시나 정3위 토모이에 (후지와라노 토모이에) 등과 함께 미코히다리파에 대한 대항 세력을 형성하였다. 『쇼쿠고센와카슈(続後撰和歌集)』 이후의 칙찬집, 우타아와세 등에 작품을 남기고 있다.

## 같이 보기
- 하무로 미츠토시
- 코노에 나가코
- 나이시노카미케 츄나곤